# Ockrabröstad tangara
För fågelarten Chlorothraupis/Habia stolzmanni, se ockrabröstad kardinal.
Ockrabröstad tangara (Sphenopsis ochracea) är en fågel i familjen tangaror inom ordningen tättingar.

## Utbredning och systematik

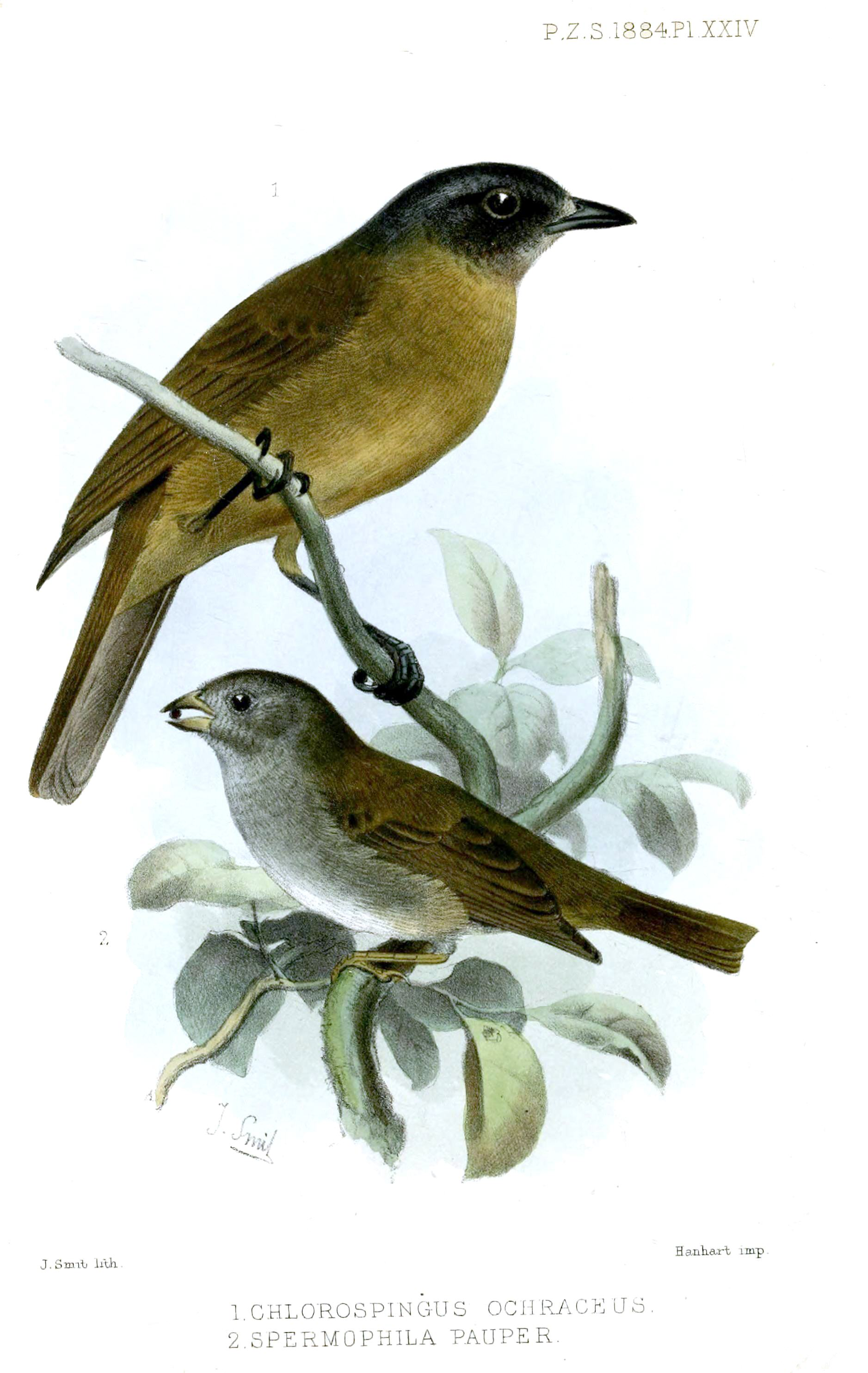
Ockrabröstad hemispingus ovan, med brun gräsfink under.

Arten förekommer i sydvästra Colombia och västra Ecuador. Den har tidigare kategoriserats som en underart till svartörad tangara (S. melanotis).
Tidigare placerades arten i släktet Hemispingus, men DNA-studier visar att de inte är varandras närmaste släktingar.

## Status och hot
Arten har ett stort utbredningsområde, men tros minska i antal, dock inte tillräckligt kraftigt för att den ska betraktas som hotad. Internationella naturvårdsunionen IUCN listar arten som livskraftig (LC).